# Telecomunicaciones en Grecia
Las telecomunicaciones en Grecia están reguladas por la Comisión Helénica de Telecomunicaciones y Correos.

## Cronología
- 1949: Se funda OTE.[1]
- 1992: Telestet, la primera empresa de telefonía móvil, fue fundada en Grecia a mediados de año.
- 1992: Vodafone Grecia fue fundada con el nombre de Panafon. Fue oficialmente nombrada Vodafone en enero de 2002.
- 1993: La primera llamada se realizó el 29 de junio.
- 1998: Se funda COSMOTE, que inició su operación comercial en abril de 1998 y tan solo un año después sumó un millón de abonados. En 2000, comenzó la negociación de sus acciones en la Bolsa de Atenas y, al año siguiente, COSMOTE ganó el primer lugar en el mercado griego de telefonía móvil, con más de 2,5 millones de clientes.
- 2003: OTE y COSMOTE se convierten en los principales patrocinadores nacionales de los Juegos Olímpicos de 2004.
- 2004: La marca Telestet pasa a llamarse TIM Hellas, propiedad de TIM Hellas.
- 2006: OTE adquiere el 100 % de COSMOTE y su participación se retira de la Bolsa de Atenas.
- 2006: COSMOTE ahora posee el 100 % de GERMANOS, la cadena de telecomunicaciones minorista líder en el sudeste de Europa.
- 2007: Apax Partners y TPG Capital anuncian que TIM Hellas ha sido adquirida por Weather Investments (ahora Wind Telecom), una empresa privada de inversión en telecomunicaciones por 500 millones de euros de capital, más una deuda neta de 2900 millones de euros.
- 2008: OTE presenta Conn-x TV, que se basa en la tecnología IPTV.

## Telefonía

### Fija
Los proveedores de servicios de telefonía fija y banda ancha que operan en Grecia son los siguientes:
- COSMOTE. Filial de OTE.
- Forthnet
- Vodafone Grecia
- Wind Hellas

### Móvil
Solo las empresas mencionadas (excepto Forthnet) operan la red de telefonía móvil de Grecia.
Hasta 2007, cuatro empresas operaban exclusivamente la red de telefonía móvil en Grecia. Q-Telecom fue el cuarto proveedor de telefonía móvil en Grecia. Comenzó a operar en 2002. La empresa proporcionaba servicios de telefonía móvil GSM, respaldados por LMDS y redes troncales, y era el único proveedor de telecomunicaciones completo e integrado en Grecia. En mayo de 2007 se fusionó con TIM Hellas, que un mes después (5 de junio) pasó a llamarse WIND Hellas.

## Internet
En Grecia hay 23 proveedores de servicios de Internet (ISP).
COSMOTE ofrece servicios con un ancho de banda de hasta 200/20 Mbps. Para utilizar el servicio, debe haber una línea telefónica activa en el lugar del cliente, mientras que debe haber tecnología ADSL o VDSL, con puertos libres a una distancia capaz de dar servicio a velocidades ADSL. Siempre que haya una línea y un puerto en el DSLAM para servir al usuario, COSMOTE puede hacer que sus paquetes minoristas estén disponibles.
A partir de mediados de 2006, otras empresas comenzaron a ofrecer servicios ADSL de manera independiente a COSMOTE.